# Place des Défilés
 (mai 2020).
Si vous disposez d'ouvrages ou d'articles de référence ou si vous connaissez des sites web de qualité traitant du thème abordé ici, merci de compléter l'article en donnant les références utiles à sa vérifiabilité et en les liant à la section « Notes et références ».
La place des Défilés (polonais : Plac Defilad) est une place située dans l'arrondissement de Śródmieście (Centre-ville) à Varsovie.